# Alejandro Martínez Argandoña
Alejandro Martínez Argandoña (Madrid, siglo XVII – 11 de noviembre de 1747) fue un médico español de la Real Cámara y fundador de la Academia Médica Matritense. Era doctor en Medicina y Filosofía.

## Biografía
Era doctor en  Filosofía por la Universidad de Alcalá de Henares, y más adelante también se doctoró en Medicina. Se trasladó a Madrid para asistir a las clases de Anatomía del Hospital General. Fue médico de la Cofradía y Hospital de Nuestra Señora de Gracia; y examinador del Protomedicato y de la Casa Real.
Junto con José Carralón y Baltasar de la Torre, fundó la Academia Matritense de Medicina. Surgida de la tertulia en la rebotica de José Ortega, en la calle de la Montera, donde se reunían para charlar de ciencia y literatura, consiguieron el patrocinio real. El rey Felipe V, mediante su Real Cédula de 13 de septiembre de 1734, le dio carácter oficial. Pasó entonces a llamarse Real Academia Médica Matritense, y posteriormente Real Academia de Medicina.
Con el propósito de esclarecer la influencia del tiempo atmosférico en la salud de la población, en la Academia Matritense se inició una investigación por parte del doctor Francisco Fernández de Navarrete, que fue continuada por Martínez Argandoña y José Ortega. Se denominaron Ephemerides barométrico-médicas matritenses y sólo se publicaron los registros de Madrid correspondientes a los meses de marzo, abril y mayo de 1737.
En la Real Academia de Medicina se conservan tres importantes manuscritos científicos suyos. Fue autor de tres obras, destacando  la Disertación fisico-anatomica sobre la nutricion del foetus, publicada en 1837.